# Algo ha cambiado (álbum)
Algo ha cambiado, el cuarto álbum de estudio de Porta, fue lanzado el 10 de junio de 2014. El título "Algo ha cambiado" se refiere al cambio que Porta experimentó en su forma de ser y su rap. En este disco colaboraron los MC Gema, Eude, Isusko, Belén Alarcón, H0lynaight Y Eddie MV. Cuenta con 13 temas y un remix de Algo ha cambiado, todos estos grabados, mezclados y masterizados en Lebuque Studios.

## Sencillos
El día jueves 5 de junio fue lanzado el primer y único sencillos promocional, titulado «Sinopsis» que se encuentra en Youtube, al igual que el vídeo musical. La canción ocultaba en su letra los nombres de las canciones de Algo ha cambiado.
El día miércoles 21 de mayo fue lanzada «La primera vez» como el primer a través de iTunes Store, mientras que el vídeo musical, dirigido por Gregorio A. Sebastián fue publicado el 12 de junio de 2014.
El día miércoles 28 de mayo fue lanzado «Vengo desde abajo» como el segundo sencillo del álbum' Algo ha cambiado.
El día martes 6 de junio fue lanzado «Tras el cristal» como el tercer sencillo del álbum 'Algo ha cambiado.
El día lunes 9 de junio fue lanzado «Algo ha cambiado» como el cuarto sencillo del álbum 'Algo ha cambiado.

## Lista de canciones
| N.º Título                                         | Escritor(es)                   | Productor(es) | Duración |
| -------------------------------------------------- | ------------------------------ | ------------- | -------- |
| 1. Incansable                                      | Porta                          | Soma          | 2:03     |
| 2. Algo ha cambiado                                | Porta                          | Adamack       | 4:24     |
| 3. Vengo desde abajo                               | Porta                          | Danny Manny   | 3:58     |
| 4. La primera vez (Con Gema)                       | Porta / Estribillo: Gema       | Soma          | 4:12     |
| 5. El Clásico (Con Eude)                           | Porta / Eude                   | Soma          | 6:11     |
| 6. Tras el cristal                                 | Porta                          | Atomic Beats  | 3:53     |
| 7. Bienvenidos (Con H0lynaight)                    | Porta / H0lynaight             | Soma          | 4:17     |
| 8. Vacío                                           | Porta                          | Allrounda     | 2:16     |
| 9. Logro desbloqueado                              | Porta                          | Allrounda     | 2:59     |
| 10. Mal acostumbrados                              | Porta                          | Soma          | 3:27     |
| 11. Puro instinto (Con Eddie MV)                   | Porta / Eddie MV               | Danny Manny   | 3:33     |
| 12. Ausente                                        | Porta                          | Sinima        | 3:32     |
| 13. Víctima y verdugo (Con Isusko y Belén Alarcón) | Porta / Isusko / Belén Alarcón | Sinima        | 4:06     |
| 14. Algo ha cambiado (Remix)                       | Porta                          | Soma          | 3:31     |

```
                                                          
52:31
```

La canción «Sinopsis» fue lanzada como sencillo promocional el día jueves 5 de junio de 2014, aunque no está incluida en el álbum.

## Historial de lanzamientos
| País      | Fecha                 | Formato          | Discografía      |
| --------- | --------------------- | ---------------- | ---------------- |
|           | 10 de junio de 2014   | Descarga Digital | Sin Anestesia    |
| España    | 10 de junio de 2014   | CD               | Sin Anestesia    |
| México    | 20 de octubre de 2014 | CD               | Sin Anestesia    |
| Argentina | 19 de junio de 2014   | CD               | BTF Producciones |